# Ebbingepoort
De Ebbingepoort was een van de zes oorspronkelijke stadspoorten van de Nederlandse stad Groningen. Deze poort vormde de belangrijkste toegangsweg tussen Groningen en de Ommelanden.
De oude Ebbingepoort stond in de 13e-eeuwse bakstenen vestingmuur (gebouwd op de 11e-eeuwse stadswal) aan het einde van de Oude Ebbingestraat, bij de Ebbingebrug. In 1338 moest de poort samen met de Boteringepoort en het stuk stenen muur daartussen afgebroken worden en vervangen worden door een houten muur nadat de stad was veroverd door troepen uit De Ommelanden. Later werden de muur en poorten herbouwd. Na de reductie van Groningen werd tussen 1608 en 1629 een grote stadsuitbreiding gepleegd, waarbij ook de Nieuwe Ebbingestraat werd aangelegd en de Nieuwe Ebbingepoort werd gebouwd. Bij de Nieuwe Ebbingepoort stroomde ook het in de 17e eeuw gegraven Boterdiep (vroeger Kleysloot) de stad in. De Nieuwe Ebbingepoort was gelegen tussen de Boteringedwinger (zuidwestzijde) en de Ebbingedwinger (noordoostzijde).
Nadat in 1874 de vestingwet in werking trad, werd ook in Groningen gesproken over het ontmantelen van de vestingwerken. In 1878 werden de wallen en de meeste poorten gesloopt, waaronder ook de Nieuwe Ebbingepoort. De Nieuwe Ebbingepoort stond op de plek van de huidige percelen Nieuwe Ebbingestraat 102 en 109.
Van 1880 tot in de eerste helft van de 20e eeuw reed er een paardentram (later een elektrische tram) tussen de voormalige Ebbingepoort (waar een remise was) en het Sterrebos via het Station Groningen. In 1988 werd verzorgingshuis 'Ebbingepoort' gebouwd nabij de locatie van de oude stadspoort.

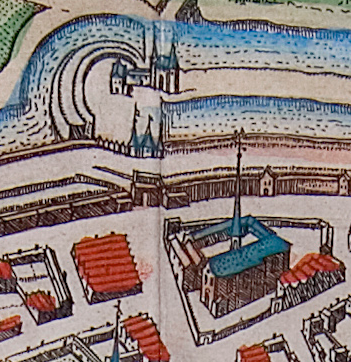
De Oude Ebbingepoort op de kaart van Braun en Hogenberg (1575) met ten rechtsonder de residentie van de bisschop
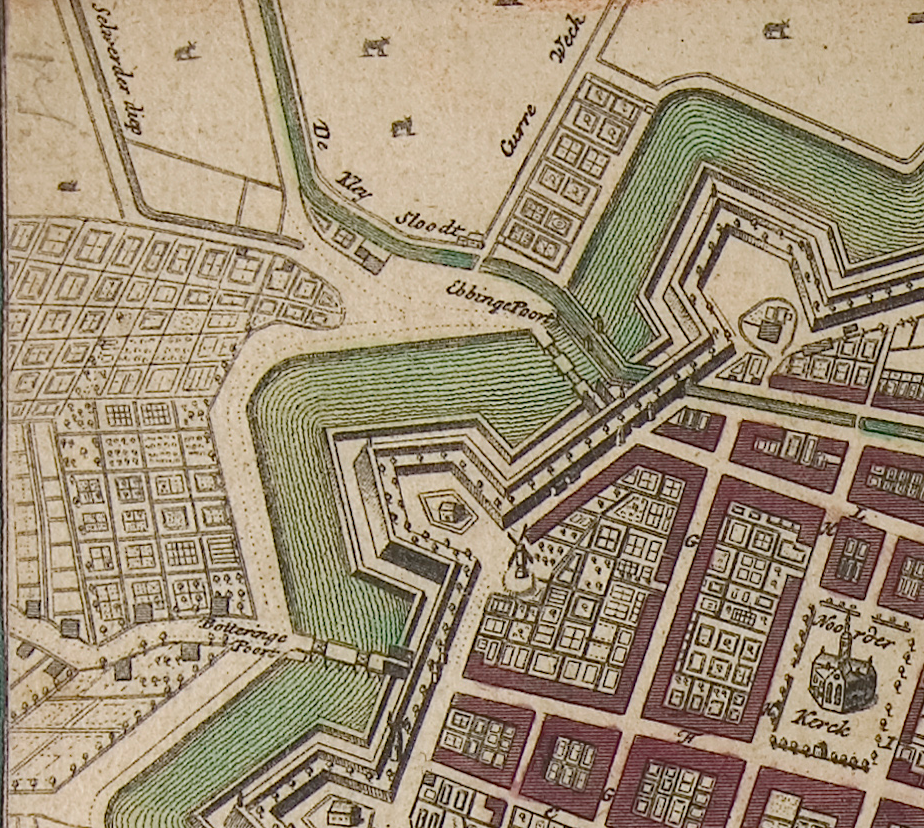
Nieuwe Boteringepoort en Ebbingepoort op een kaart van Hendrik Hofsnider (1743) met rechtsonder de Noorderkerk. Het Boterdiep wordt hier als 'De Kley Sloodt' aangegeven. In het noordwesten is het Selwerderdiepje zichtbaar.
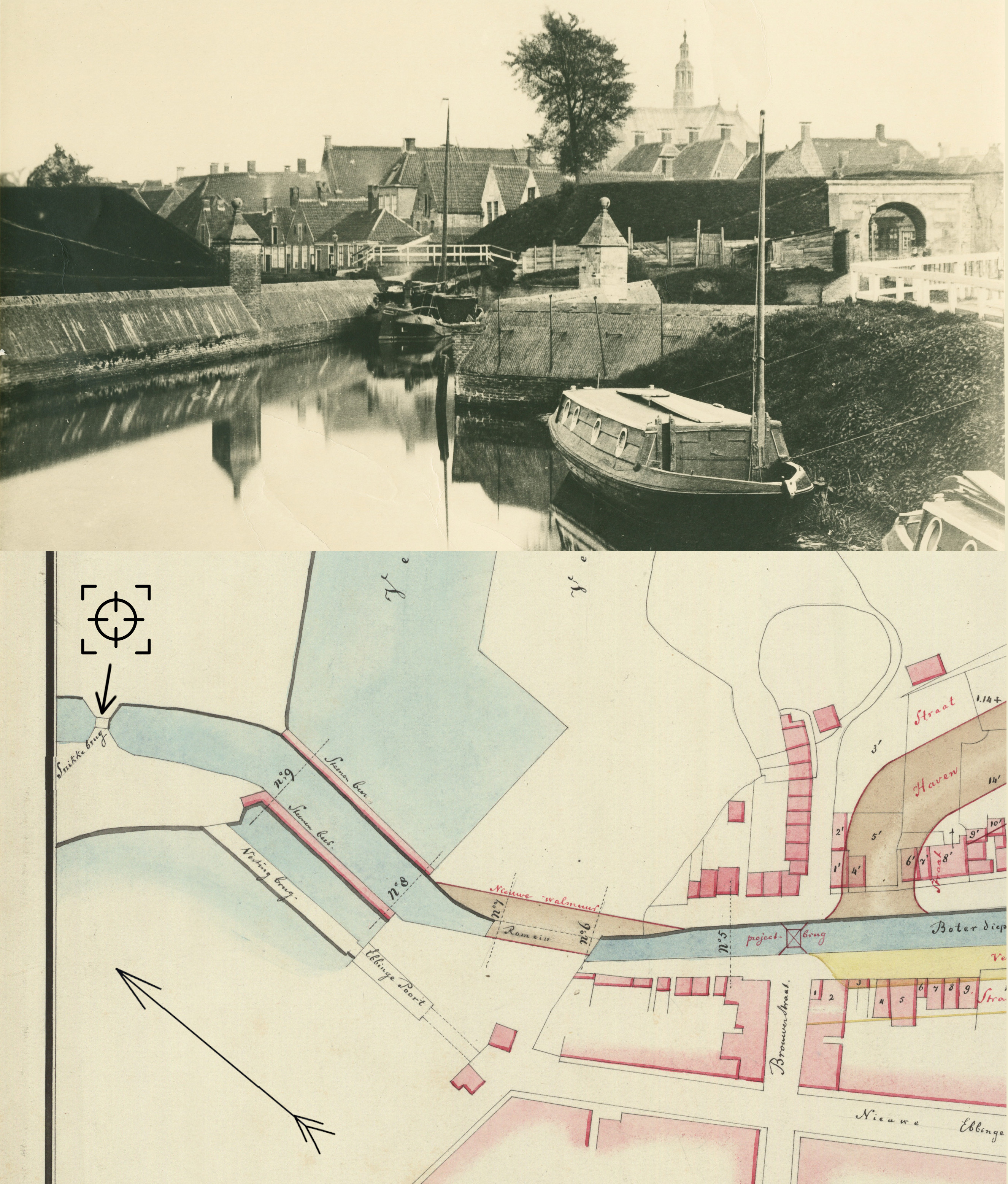
Boterdiep, Ebbingepoort en Nieuwe Kerk op een foto van Friedrich Julius von Kolkow (1877) plus een uitsnede van een plankaart van Waterstaat (1855). De beren (dammen) met monniken (torentjes) scheidden het Boterdiep van de vestinggracht. De Korrebrug wordt op de kaart Snikkebrug genoemd.